# آرکسیلاوس
آرکسیلاوس (زبان یونانی: Ἀρκεσίλαος؛ ۳۱۶/۵ پیش از میلاد – ۲۴۱/۰ پیش از میلاد) فیلسوف هلنیستی اهل آتن باستان بود. او بنیان‌گذار شک‌گرایی آکادمیک بود، و آنچه آکادمی دوم یا میانه یا جدید نامیده می‌شود، که مرحله‌ای در آکادمی افلاطونی بود.
آرکسیلاوس جانشین کراتس آتنی به‌عنوان ششمین دانشمند آکادمی در حدود ۲۶۴ پیش از میلاد شد. او افکار خود را با نوشتن حفظ نکرد، بنابراین نظرات او را فقط می‌توان به‌طور دست دوم از آنچه توسط نویسندگان بعدی حفظ شده است به‌دست‌آورد. آرکسیلاوس در آتن با فیلسوف مکتب پیرهونی، تیمون فیلیوس که به‌نظر می‌رسد فلسفه او بر آرکسیلاوس تأثیر گذاشته است تا اولین عضو آکادمی باشد که موضع شک‌گرایی فلسفی را اتخاذ می‌کند، یعنی در توانایی حواس برای کشف حقیقت دربارهٔ آن تردید داشت.